# Willman 1
ويلمان 1 هو مجرة قزمة محتملة  كروية ذات سطوع منخفض للغاية أو عنقود نجمي مغلق. تم اكتشاف ويلمان 1 في عام 2004. سميي هذا الجرم نسبة لبيث ويلمان من كلية هافيرفورد، المؤلف الرئيسي لدراسة تستند إلى بيانات مسح السماء الرقمي سلووان . الجرم هو جرم تابع لدرب التبانة،على بعد يقارب 120,000 سنة ضوئية في كوكبة الدب الأكبر. ويلمان 1 لة شكل إهليلجي نصف قطره الفعال يقارب 25 فرسخ فلكي. ويتحرك نحو الشمس بسرعة تقارب 13 كم/ثانية.
اعتبارا من عام 2016، يعتبر هذا الجرم ثالث أخفت مجرة محتملة معروفة، بعد Segue 1 وVirgo I، وضياؤة أقل من ضياء درب التبانة بعشرة ملايين مرة. وقدرة المطلق -2.7 ± 0.7. تشير عمليات الرصد إلى أن كتلته تبلغ نحو 0.4 مليون كتلة شمسية، مما يعني أن نسبة كتلة ويلمان 1 إلى الضوء تبلغ حوالي 800. نسبة الكتلة العالية إلى الضوء تعني أن ويلمان 1 نهيمن عليه مادة مظلمة. غير أنه من الصعب تقدير كتلة هذه الأجسام الخافتة لأن تقدير أي كتلة يستند إلى افتراض ضمني بأن الجرم مقيد بالجاذبية، وهو ما قد لا يكون صحيحا إذا كان الجرم في حالة اضطراب .
جمهرة نجوم ويلمان 1 تتكون في الأساس من نجوم قديمة تشكلت قبل أكثر من 10 مليارات سنة مضت. ومعدنية هذة النجوم القديمة منخفضة للغاية عند [Fe/H] ≈ −2.1 مما يعني أن ويلمان 1 يحتوي على عناصر ثقيلة أقل بحوالي 110 مرة من العناصر الثقيلة الموجودة في الشمس.